# 1st Regiment of Life Guards

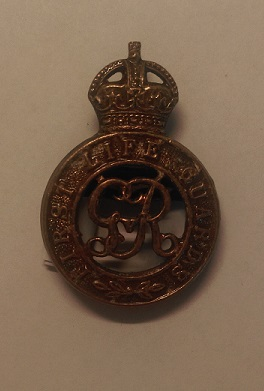
Mützenabzeichen der 1st Life Guards

Das 1st Regiment of  Life Guards war ein Gardekavallerieregiment der britischen Armee, das von 1788 bis 1922 bestand.

## Geschichte

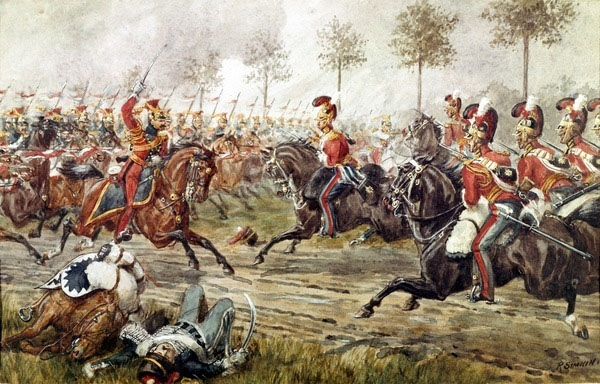
Angriff der 1st Life Guards bei Genappe (1815)

Das Regiment wurde am 25. Juni 1788 durch Verschmelzung des 1st Troop of Horse Guards mit dem 1st Troop of Horse Grenadier Guards gegründet.
Das Regiment kämpfte in den Napoleonischen Kriegen auf der Iberischen Halbinsel und beim Sommerfeldzug von 1815.
1877 wurde der offizielle Regimentsname zu 1st Life Guards verkürzt.
1882 stellte das Regiment, ebenso wie die 2nd Life Guards und die Royal Horse Guards, zeitweise Truppen für das Household Cavalry Composite Regiment ab, die mit diesem im Anglo-Ägyptischen Krieg kämpften.
1899 stellte das Regiment erneut Truppen für das Household Cavalry Composite Regiment ab, die mit diesem im Zweiten Burenkrieg kämpften und 1900 zurückkehrten.

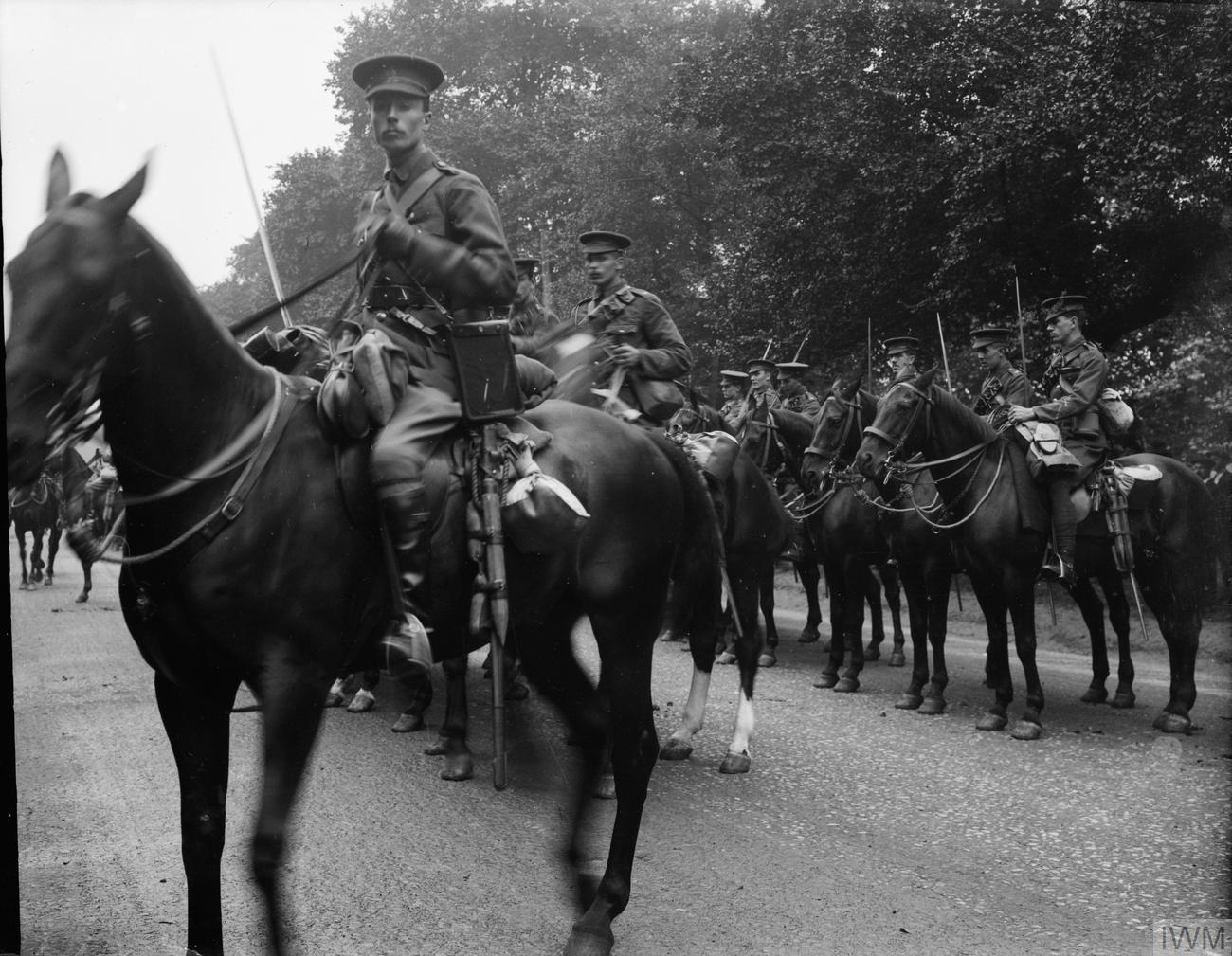
Abteilung der 1st Life Guards, August 1914

Im August 1914 stellte das Regiment erneut Truppen für das Household Cavalry Composite Regiment ab, die mit diesem als Teil der British Expeditionary Force an der Westfront des Ersten Weltkriegs kämpften, bis sie im November 1914 zurückkehrten. Von September 1916 stellte das Regiment Truppen für das Household Battalion ab, die bis Februar 1918 als Infanterie an der Westfront eingesetzt wurden. Im Juni 1918 wurden die Soldaten des Regiments, mit Ausnahme einer Schwadron, als 1st (1st Life Guards) Battalion als Infanterie zum Guards Machine Gun Regiment überstellt, und kehrten erst nach Kriegsende im Februar 1919 als Kavallerie zu den 1st Life Guards zurück.
Am 21. Mai 1922 wurde das Regiment mit den 2nd Life Guards zum Regiment der Life Guards verschmolzen, das seither die Traditionen beider Regimenter weiterführt.

## Colonels
Colonel-in-Chief des Regiments waren:
- 1815–1830: König Georg IV.
- 1830–1837: König Wilhelm IV.
- 1880–1910: König Eduard VII.
- 1910–1922: König Georg V.

Colonel of the Regiment waren:
- 1788–1789: General William Kerr, 5. Marquess of Lothian
- 1789–1792: General Joseph Yorke, 1. Baron Dover
- 1792–1829: General Charles Stanhope, 3. Earl of Harrington
- 1829–1865: Field Marshal Stapleton Cotton, 1. Viscount Combermere
- 1865–1888: Field Marshal George Bingham, 3. Earl of Lucan
- 1888–1902: Field Marshal Prince Eduard von Sachsen-Weimar-Eisenach
- 1902–1907: Lieutenant-General Dudley FitzGerald-de Ros, 23. Baron de Ros
- 1907–1920: Field Marshal Francis Grenfell, 1. Baron Grenfell
- 1920–1922: Field Marshal Edmund Allenby, 1. Viscount Allenby

## Battle Honours
Dem Regiment wurden folgende Battle Honours verliehen (englische Originalbezeichnungen):
- Dettingen[1]
- Peninsula
- Waterloo
- Tel-el-Kebir
- Egypt 1882
- Relief of Kimberley
- Paardeberg
- South Africa 1899–1900
- Mons
- Le Cateau
- Retreat from Mons
- Marne 1914
- Aisne 1914
- Messines 1914
- Armentières 1914
- Ypres 1914
- Ypres 1915
- Ypres 1917
- Langemarck 1914
- Gheluvelt
- Nonne Bosschen
- St. Julien
- Frezenberg
- Somme 1916
- Albert 1916
- Arras 1917
- Arras 18
- Scarpe 1917
- Scarpe 1918
- Broodseinde
- Poelcappelle
- Passchendaele
- Hindenburg Line
- Cambrai 1918
- France and Flanders 1914–18